# Deportivo Maldonado
Club Deportivo Maldonado, S.A.D., zwany często Deportivo Maldonado, jest urugwajskim klubem piłkarskim z siedzibą w mieście Maldonado.

## Osiągnięcia
- Awans do pierwszej ligi Primera División Uruguaya: 1998

## Historia
Klub założony został 25 sierpnia 1928. W 1999 zadebiutował w pierwszej lidze urugwajskiej (Primera División Uruguaya), z której spadł po sześciu sezonach w 2005. Obecnie klub gra w drugiej lidze urugwajskiej (Segunda división uruguaya).